# Ierland op het Eurovisiesongfestival 2006
Ierland nam deel aan het Eurovisiesongfestival 2006 in Athene, Griekenland. Het was de 39ste deelname van Ierland aan het festival. De nationale omroep RTE was verantwoordelijk voor de bijdrage van Ierland voor 2006.

## Selectieprocedure
De Ierse nationale finale werd gehouden op 17 februari 2006 via het programma "The late late show" in Dublin en werd uitgezonden door de RTÉ. Drie nummers deden mee in de finale allemaal gezongen door Brian Kennedy.
| Volgorde | Artiest       | Lied                           | Plaats |
| -------- | ------------- | ------------------------------ | ------ |
| 1        | Brian Kennedy | "The Greatest Song of All"     | 3de    |
| 2        | Brian Kennedy | "All Over the World"           | 2de    |
| 3        | Brian Kennedy | "Every Song Is a Cry for Love" | 1ste   |

1965 · 1966 · 1967 · 1968 · 1969 · 1970 · 1971 · 1972 · 1973 · 1974 · 1975 · 1976 · 1977 · 1978 · 1979 · 1980 · 1981 · 1982 · 1983 · 1984 · 1985 · 1986 · 1987 · 1988 · 1989 · 1990 · 1991 · 1992 · 1993 · 1994 · 1995 · 1996 · 1997 · 1998 · 1999 · 2000 · 2001 · 2002 · 2003 · 2004 · 2005 · 2006 · 2007 · 2008 · 2009 · 2010 · 2011 · 2012 · 2013 · 2014 · 2015 · 2016 · 2017 · 2018 · 2019 · 2020 · 2021 · 2022 · 2023 · 2024 · 2025